# أريك أينشتين
أَريِكُ أَيْنْشْطِيْنَ (بالعبرية: אריק איינשטיין) (3 يناير 1939 – 26 نوفمبر 2013) كان مغنيًا، شاعرًا غنائيًا ومشخصًا إسرائيليّ.
كان عضوًا خمس فرق موسيقية: فرقة الناحال العسكرية، وفرقة "بتسال يروك (بصل أخضر)، وهحلونوت هغفويم (الشبابك الطويلة) وفرقة لول. وتعاونه مع شالوم حانوخ وفرقة "هتشرتشليم" أدى إلى إصدار ألبومات الروك الأولى في دولة إسرائيل.
اعتبر أينشتين من كبار المغنيين الإسرائيليين. وصفه ناقد الموسيقى الإسرائيلي يواف كوتنر بقوله: «إن أريك أينشتين أكبر من أكبر المغنيين الإسرائيلية. أينشتين هو دولة إسرائيل الحقيقية.»

## سيرة ذاتية
وُلد أينشتين باسم «أرية أينشتين»، وأثيرت في مدينة تل أبيب. هو ابن واحد لدفوره ولممثل مسرح «هأهل» يعقوب أينشتين.

## وفاته
في 26 نوفمبر عام 2013، توفي أينشتين في سن ال 74 بعد تعرضه لتمدد الأوعية الدموية الأبهري، في خبر وفاة أينشتين، أصدر رئيس الوزراء الإسرائيلي بنيامين نتنياهو بيانا وصف فيه أغانيه باسم «الموسيقى التصويرية لإسرائيل»، صرح الرئيس الإسرائيلي شيمون بيريز أنه أحب صوته وإنها «جائت من الأعماق»، وإن أغانيه سوف «تواصل الحياة والأمل» لفترة طويلة من بعده.
دفن في مقبرة ترومبلدور في تل أبيب.

## روابط خارجية
- أريك أينشتين على موقع IMDb (الإنجليزية)
- أريك أينشتين على موقع ميوزك برينز (الإنجليزية)
- أريك أينشتين على موقع أول موفي (الإنجليزية)
- أريك أينشتين على موقع أول ميوزيك (الإنجليزية)
- أريك أينشتين على موقع ديسكوغز (الإنجليزية)
- أريك أينشتين على موقع قاعدة بيانات الفيلم (الإنجليزية)